# Maskerkogelvis
De Maskerkogelvis (Arothron diadematus) is een soort kogelvis die vaak te vinden is boven zandbodems van lagunes van koraalriffen of zeegrasveldsen van de Rode Zee. De Engelse naam is masked puffer. Hij heeft een bolvormig wit lichaam met zwarte vlekken. De ogen zijn groot en rond en met een opvallende zwarte band omrand die lijkt op een masker. De kogelvis zwemt door bewegingen van de rug- en aarsvinnen. In paringsseizoen vormt deze vis soms grote groepen. Hij kan tot 30 cm lang worden. Er bestaat een verwante soort Arothron nigropunctatus die vooral in de Indische Oceaan voorkomt.